# Phanaeus changdiazi
Phanaeus changdiazi är en skalbaggsart som beskrevs av Kohlmann och M. Alma Solis 2001. Phanaeus changdiazi ingår i släktet Phanaeus och familjen bladhorningar. Inga underarter finns listade i Catalogue of Life.